# Assen Jordanoff

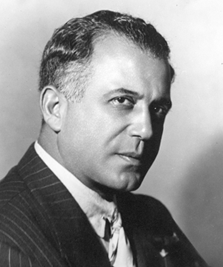
Assen Jordanoff (1939)

Assen Jordanoff (bulgarisch Асен Йорданов, Assen Jordanow; * 2. September 1896 in Sofia; † 19. Oktober 1967 in White Plains, New York) war ein bulgarisch-amerikanischer Luftfahrtpionier.
Besonders bekannt sind die von ihm verfassten, mit vielen Infografiken illustrierten Flughandbücher der Hersteller Curtiss-Wright, Boeing, Lockheed, North American, Consolidated, Chance Vought, Douglas und Piper.

## Leben
Jordanoff stammte aus einer reichen bulgarischen Familie. Im Alter von 16 Jahren baute er 1912 sein erstes Gleitflugzeug. Mit 17 Jahren nahm er als Freiwilliger am Ersten Balkankrieg teil. 1915 baute er das erste Flugzeug Bulgariens.
1921 ging er ohne Englischkenntnisse in die USA. 1932 verfasste er das Buch „Flying and how to do it!“. In den folgenden Jahren folgten „Your Wings“ (1936), „Through the Overcast“ (1938), „Safety in Flight“ (1941), „Jordanoff’s Illustrated Aviation Dictionary“ (1942). Zum Ende des Zweiten Weltkrieges war Jordanoff Leiter eines Grafiker- und Journalistenbüros mit über 200 Angestellten.
Ihm zu Ehren trägt seit 2009 die Jordanoff Bay in der Antarktis ihren Namen.